# Premi de la Música Aragonesa per a la Millor Cançó en Llengua Autòctona Aragonesa
El Premi de la Música Aragonesa per a la Millor Cançó en Llengua Autòctona Aragonesa és una de les categories dels premis anuals de la música aragonesa destinada per a les cançons en aragonès i català. S'entrega des de la setena edició d'aquests premis, l'any 2006, en una gala celebrada el 25 d'abril a la Sala Lluís Galve de l'Auditori de Saragossa. Fins a l'edició número 16 el premi va ser conegut com a Millor Cançó en Llengua Minoritària Aragonesa.

## Llista de premiats
| Any  | Cançó                 | Colla                          | Llengua     |
| ---- | --------------------- | ------------------------------ | ----------- |
| 2005 | Zierzo                | Mallacán                       | aragonés    |
| 2006 | Cultura Popular       | Los Draps                      | catalán     |
| 2007 | Aragón Ye Ye          | Comando Cucaracha              | aragonés    |
| 2008 | Goyoso y capín        | Inestables                     | aragonés    |
| 2009 | Canta triste d'Irina  | Mallacán                       | aragonés    |
| 2010 | Jota from Zaragoza    | Pepín Bazo                     | multilingüe |
| 2011 | Ronda d'a Galliguera  | Biella Noche y los Bufacalibos | aragonés    |
| 2012 | Os Pietz en a Tierra  | Prado                          | aragonés    |
| 2013 | O rocanroll ye asinas | Inestables                     | aragonés    |
| 2014 | Dondiador             | Gaire                          | aragonés    |
| 2015 | A Muga                | Bosnerau                       | aragonés    |
| 2016 | A luz das parolas     | Prado                          | aragonés    |
| 2017 | Pregaria              | María José Hernández           | aragonés    |